# Pheidole chilensis
Pheidole chilensis är en myrart som beskrevs av Mayr 1862. Pheidole chilensis ingår i släktet Pheidole och familjen myror. Inga underarter finns listade i Catalogue of Life.